# 宁化县第一次工农兵代表大会旧址
宁化县第一次工农兵代表大会旧址，位于中国福建省宁化县淮土乡淮阳村，原为刘氏宗祠，平面呈长方形，占地面积约1000平方米，抬梁、穿斗混合结构，由门楼、前殿、正殿、辅房等组成。1931年11月上旬，中共福建省委委员、闽西苏维埃政府主席张鼎丞在此主持召开宁化县第一次工农兵代表大会，成立宁化县苏维埃政府以及中共宁化县委。2009年11月16日公布为第七批福建省文物保护单位。